# Traitement du signal
 (décembre 2012).
Si vous disposez d'ouvrages ou d'articles de référence ou si vous connaissez des sites web de qualité traitant du thème abordé ici, merci de compléter l'article en donnant les références utiles à sa vérifiabilité et en les liant à la section « Notes et références ».
Le traitement du signal est la discipline qui développe et étudie les techniques de traitement, d'analyse et d'interprétation des signaux. Parmi les types d'opérations possibles sur ces signaux, on peut dénoter le contrôle, le filtrage, la compression et la transmission de données, la réduction du bruit, la déconvolution, la prédiction, l'identification, la classification, etc.
Bien que cette discipline trouve son origine dans les sciences de l'ingénieur (particulièrement l'électronique et l'automatique), elle fait aujourd'hui largement appel à de nombreux domaines des mathématiques, comme la théorie du signal, les processus stochastiques, les espaces vectoriels et l'algèbre linéaire et des mathématiques appliquées, notamment la théorie de l'information, l'optimisation ou encore l'analyse numérique.

## Histoire
D'après Alan V. Oppenheim et Ronald W. Schafer, les principes du traitement du signal peuvent être trouvés dans les techniques classiques d'analyse numérique du XVIIe siècle. Ils ajoutent que le perfectionnement numérique de ces techniques se retrouve dans les systèmes de stratégie de régulation des années 1940 et 1950.
En 1948 Claude Shanon écrit un article de référence "A Mathematical Theory of Communication". Ce document a posé les bases du développement ultérieur des systèmes de communication de l'information et du traitement des signaux pour la transmission.
Le traitement du signal s'est développé dans les années 1960 et 1970, et le traitement du signal numérique s'est généralisé dans les années 1980 grâce aux puces DSP spécialisées dans ce domaine.

## Généralités

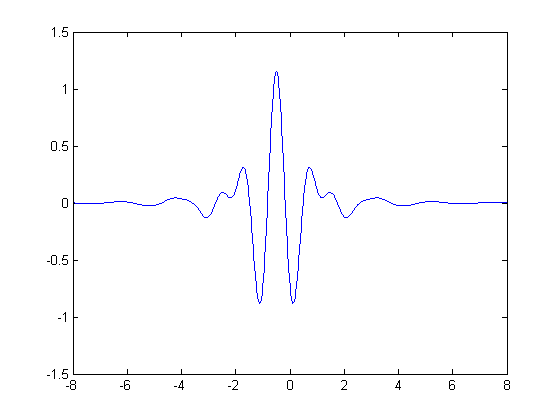
L'ondelette mère de Meyer.

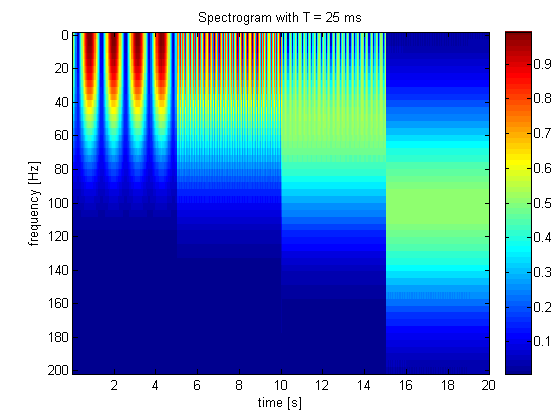
Analyse temps-fréquence de fonctions sinusoidales via transformée de Fourier à court terme.

Les signaux à traiter peuvent provenir de sources très diverses, mais la plupart sont des signaux électriques ou devenus électriques à l'aide de capteurs et transducteurs (microphones, rétines, senseurs thermiques, optiques, de pression, de position, de vitesse, d'accélération et en général de toutes les grandeurs physiques et chimiques).
On distingue essentiellement les signaux analogiques d'une part, qui sont produits par divers capteurs, amplificateurs, convertisseurs numérique-analogique, des signaux numériques d'autre part, issus d'ordinateurs, de terminaux, de la lecture d'un support numérique ou d'une numérisation par un convertisseur analogique-numérique.
Le traitement peut être fait, sans numériser les signaux, par des circuits électroniques analogiques ou aussi des systèmes optiques (traitement du signal optique).
Il est de plus en plus souvent réalisé par traitement numérique du signal, à l'aide d'ordinateurs, de microprocesseurs embarqués, de microprocesseurs spécialisés nommés DSP, de circuits reconfigurables (FPGA) ou de composants numériques dédiés (ASIC).
Il existe plusieurs branches particulières du traitement du signal, en fonction de la nature des signaux considérés. En particulier :
- traitement de la parole (ou plus généralement du son) — pour l'analyse, la compression, la synthèse et la reconnaissance de la parole ;
- traitement d'images — pour l'analyse, la restauration et la compression d'images fixes ;
- traitement de la vidéo — pour l'analyse et la compression de séquences vidéo.

Le traitement du signal peut avoir différentes finalités :
- la détection d'un signal ;
- l'estimation de grandeurs à mesurer sur un signal ;
- le codage, la compression du signal pour son stockage et sa transmission ;
- l'amélioration de sa qualité (restauration) selon des critères physiologiques (pour l'écoute et la visualisation).

Le traitement effectué sur un signal dépend du but poursuivi. En particulier, les notions de signal et de bruit sont subjectives, elles dépendent de ce qui intéresse l'utilisateur.
On utilise différentes mesures représentatives de la qualité d'un signal et de l'information contenue :
- le rapport signal sur bruit, notion utilisée très fréquemment mais équivoque puisque tout dépend de ce qui est considéré comme signal et comme bruit ;
- le nombre de bits effectifs Effective Number of Bits (ENOB) qui est une mesure de la qualité de conversion analogique-numérique ;
- l'information de Fisher, utile en particulier en estimation de paramètres. Elle peut être relative à un seul ou plusieurs paramètres (matrice d'information de Fisher) ;
- l'entropie, grandeur issue de la physique statistique et de la théorie de l'information (travaux de Shannon), utilisée dans les opérations de codage. Elle est une mesure de l'information « intrinsèque » du signal.

## Applications
Parce qu'elles s'appliquent à toutes les étapes d'une chaîne d'acquisition, d'analyse, de transfert et de restitution des données, les techniques du traitement du signal trouvent des applications dans pratiquement tous les domaines de la technologie :
- dans les télécommunications : que ce soit dans le domaine de la téléphonie ou dans le transfert de données numériques terrestre ou via satellite, la compression des données est primordiale pour exploiter au mieux la bande passante disponible, et minimiser les pertes de capacité de transport. La suppression d'échos est un autre domaine d'application[5].
- en audio : on cherche à améliorer les techniques d'enregistrement et de compression pour obtenir la plus grande qualité sonore possible. Les techniques de correction d'écho permettent de réduire les effets de réflexions acoustiques dans la pièce. Le traitement du son s'est largement amélioré grâce aux ordinateurs. Toutefois, certains musiciens parlent davantage d'un son de nature différente de celle d'une simple amélioration qualitative (de même que le CD ne « sonne » pas comme le disque vinyle, et que certains groupes, par exemple Genesis, ont particulièrement profité du « nouveau son » offert par le nouveau support). La synthèse sonore permet en outre de créer des sons artificiels ou de recréer les sons d'instruments naturels. Elle a été à l'origine de nombreux bouleversements en musique[6].
- l'analyse des échos permet d'obtenir des informations sur le milieu sur lequel les ondes se sont réfléchies. Cette technique est exploitée dans le domaine de l'imagerie radar ou sonar. En géophysique, en analysant les réflexions d'ondes acoustiques, on peut déterminer l'épaisseur et la nature des strates du sous-sol. Cette technique est utilisée dans le domaine de la prospection minière et dans la prédiction des tremblements de terre[7].
- en imagerie : on trouve des applications dans le domaine médical (reconstruction tomographique, imagerie par résonance magnétique - IRM), dans le spatial (traitement de photos satellite ou d'images radar). Ce domaine inclut aussi les techniques de reconnaissance de formes et de compression[8].
- le traitement de séquences vidéo concerne la compression, la restauration, la réalisation d'effets spéciaux, et l'extraction de descripteurs (reconnaissance de formes et textures, suivi de mouvements, caractérisation, etc.) afin de produire des annotations automatiques dans une perspective de bases de données (recherche par le contenu)[9].